# Poirino
Poirino (piemontesisch Poirin) ist eine italienische Gemeinde in der Metropolitanstadt Turin, Region Piemont.

## Lage und Einwohner
Poirino liegt 27 km südöstlich von Turin an der Grenze zu den Provinzen Cuneo und Asti. Das Gemeindegebiet umfasst eine Fläche von 75 km² und hat 10.173 Einwohner (Stand 31. Dezember 2023).
Die Nachbargemeinden sind Chieri, Riva presso Chieri, Villanova d’Asti, Santena, Villastellone, Isolabella, Cellarengo, Pralormo, Ceresole Alba und Carmagnola.

## Geschichte

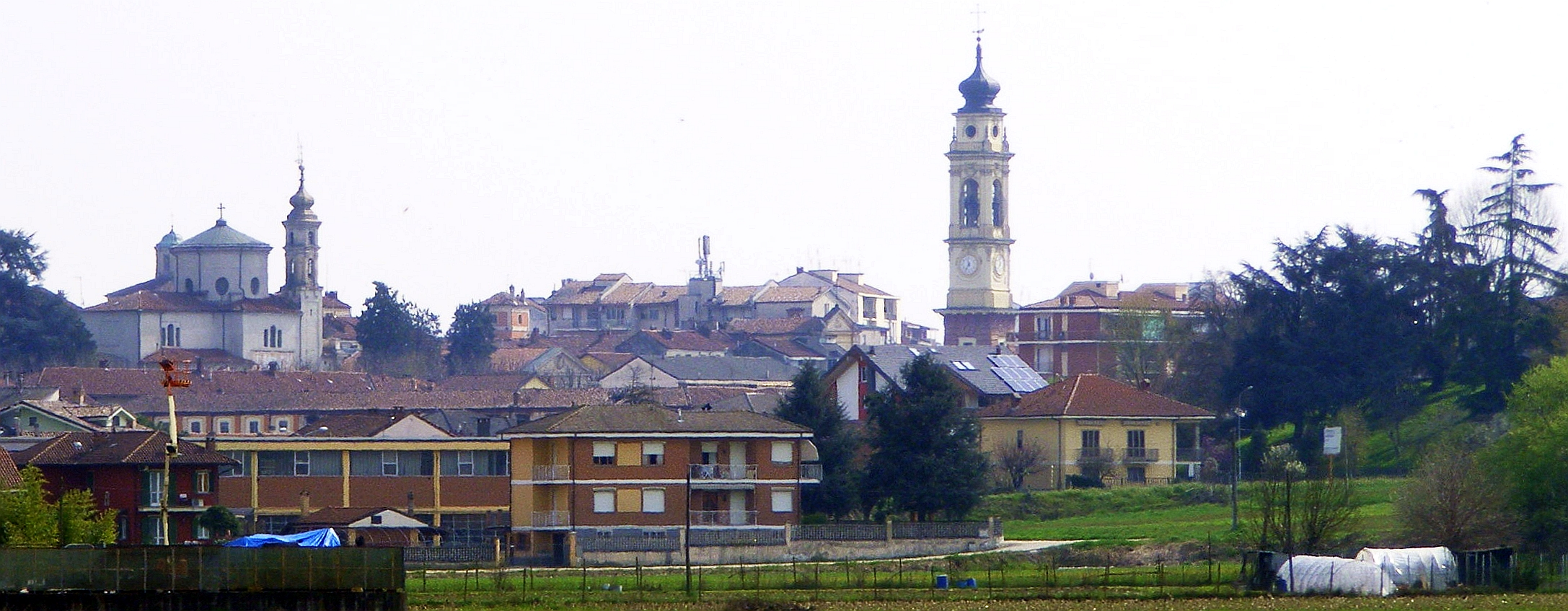
Panorama

Obwohl in der Umgebung von Poirino archäologische Funde aus der römischen und lombardischen Zeit gefunden wurden, gibt es keine Dokumentation aus der Zeit vor dem 13. Jahrhundert.

## Persönlichkeiten
- Vittorio Amedeo Cigna-Santi (um 1730–nach 1795), Librettist
- Piero Delbosco (* 1955), katholischer Geistlicher, Bischof von Cuneo und Fossano
- Franco Simone (1913–1976), Romanist, Renaissancespezialist